# Atletica leggera ai Giochi della XXXII Olimpiade - Maratona maschile

Video integrale della competizione

Ai Giochi della XXXII Olimpiade la maratona maschile si è svolta l'8 agosto 2021 all'interno del parco Ōdōri a Sapporo, nel quartiere Genesio. Il vincitore è Eliud Kipchoge, che ha primeggiato come nell'edizione di Rio de Janeiro 2016.

## Presenze ed assenze dei campioni in carica
| Competizione      | Atleta            | Prestazione | Tokyo 2020 |
| ----------------- | ----------------- | ----------- | ---------- |
| Olimpiadi 2016    | Eliud Kipchoge    | 2h08'44"    | Presente   |
| Commonwealth 2018 | Michael Shelley   | 2h16'46"    | Non qual.  |
| Europei 2018      | Koen Naert        | 2h09'51"    | Presente   |
| Asiatici 2018     | Hiroto Inoue      | 2h18'22"    | Non selez. |
| Panamericani 2019 | Cristhian Pacheco | 2h10'41"    | Presente   |
| Mondiali 2019     | Lelisa Desisa     | 2h10'40"    | Presente   |

Graduatoria mondiale
In base alla classifica della Federazione mondiale, i migliori atleti iscritti alla gara erano i seguenti:
| Pos. | Atleta           | Punti | Note |
| ---- | ---------------- | ----- | ---- |
| 3    | Lawrence Cherono | 1399  |      |
| 6    | Sisay Lemma      | 1369  |      |
| 7    | Amos Kipruto     | 1361  |      |

## La gara
Eliud Kipchoge domina la corsa, come aveva fatto cinque anni prima a Rio. È più serrata la lotta per l'argento, che vede protagonisti Lawrence Cherono (Kenya), Ayad Lamdassem (Spagna), Abdi Nageeye (Paesi Bassi) e Bashir Abdi (Belgio). Nageeye passa Lamdassem a 1 km dalla fine e si mette alle spalle di Cherono. Lamdassem perde terreno e viene superato anche da Abdi. I tre inseguitori si giocano le medaglie allo sprint, evento inusuale in una maratona. Nageeye scatta a cento metri dall'arrivo: si volta e vede che Cherono non ha più benzina. Si gira altre due volte per accertarsi che nessuno ha risposto al suo scatto e vince l'argento. Anche Abdi supera nel finale il kenyota per il bronzo.
Kipchoge è il terzo maratoneta a vincere due volte consecutive le Olimpiadi. I precedenti furono: Bikila Abebe (1960-64) e Waldemar Cierpinski (1976-80).

## Risultati
| Record mondiale      | Eliud Kipchoge | 2h01'39" | Berlino | 16 settembre 2018 |
| Record olimpico      | Samuel Wanjiru | 2h06'32" | Pechino | 24 agosto 2008    |
| Capolista stagionale | Titus Ekiru    | 2h02'57" | Milano  | 16 maggio 2021    |

Domenica 8 agosto, ore 7:00.
| Posizione | Atleta                  | Nazionalità               | Tempo    | Distacco | Note                                     |
| --------- | ----------------------- | ------------------------- | -------- | -------- | ---------------------------------------- |
|           | Eliud Kipchoge          | Kenya                     | 2h08'38" |          |                                          |
|           | Abdi Nageeye            | Paesi Bassi               | 2h09'58" | +1'20"   | Miglior prestazione personale stagionale |
|           | Bashir Abdi             | Belgio                    | 2h10'00" | +1'22"   | Miglior prestazione personale stagionale |
| 4         | Lawrence Cherono        | Kenya                     | 2h10'02" | +1'24"   | Miglior prestazione personale stagionale |
| 5         | Ayad Lamdassem          | Spagna                    | 2h10'16" | +1'38"   | Miglior prestazione personale stagionale |
| 6         | Suguru Osako            | Giappone                  | 2h10'41" | +2'03"   | Miglior prestazione personale stagionale |
| 7         | Alphonce Simbu          | Tanzania                  | 2h11'35" | +2'57"   | Miglior prestazione personale stagionale |
| 8         | Galen Rupp              | Stati Uniti               | 2h11'41" | +3'03"   | Miglior prestazione personale stagionale |
| 9         | Othmane El Goumri       | Marocco                   | 2h11'58" | +3'20"   |                                          |
| 10        | Koen Naert              | Belgio                    | 2h12'13" | +3'35"   | Miglior prestazione personale stagionale |
| 11        | Mohamed El Aaraby       | Marocco                   | 2h11'58" | +3'44"   |                                          |
| 12        | Nicolas Navarro         | Francia                   | 2h12'50" | +4'12"   | Miglior prestazione personale stagionale |
| 13        | Maru Teferi             | Israele                   | 2h13'02" | +4'24"   |                                          |
| 14        | Goitom Kifle            | Eritrea                   | 2h13'22" | +4'44"   |                                          |
| 15        | Jeison Suarez           | Colombia                  | 2h13'29" | +4'51"   |                                          |
| 16        | Tachlowini Gabriyesos   | Atleti Olimpici Rifugiati | 2h14'02" | +5'24"   |                                          |
| 17        | Morhad Amdouni          | Francia                   | 2h14'33" | +5'55"   | Miglior prestazione personale stagionale |
| 18        | Hamza Sahli             | Marocco                   | 2h14'48" | +6'10"   | Miglior prestazione personale stagionale |
| 19        | Shaohui Yang            | Cina                      | 2h14'58" | +6'20"   |                                          |
| 20        | Eyob Faniel             | Italia                    | 2h15'11" | +6'33"   | Miglior prestazione personale stagionale |
| 21        | Daniel Mateo            | Spagna                    | 2h15'21" | +6'43"   | Miglior prestazione personale stagionale |
| 22        | Yohanes Ghebregergis    | Eritrea                   | 2h15'34" | +6'56"   |                                          |
| 23        | Adbi Ulad               | Danimarca                 | 2h15'50" | +7'12"   | Miglior prestazione personale stagionale |
| 24        | Liam Adams              | Australia                 | 2h15'51" | +7'13"   | Miglior prestazione personale stagionale |
| 25        | El Hassan El-Abbassi    | Bahrein                   | 2h15'56" | +7'18"   | Miglior prestazione personale stagionale |
| 26        | Richard Ringer          | Germania                  | 2h16'08" | +7'30"   |                                          |
| 27        | Tiidrek Nurme           | Estonia                   | 2h16'16" | +7'38"   | Miglior prestazione personale stagionale |
| 28        | Girmaw Amare            | Israele                   | 2h16'17" | +7'39"   |                                          |
| 29        | Jacob Riley             | Stati Uniti               | 2h16'26" | +7'48"   | Miglior prestazione personale stagionale |
| 30        | Amanal Petros           | Germania                  | 2h16'33" | +7'55"   | Miglior prestazione personale stagionale |
| 31        | Eulalio Munoz           | Argentina                 | 2h16'35" | +7'57"   | Miglior prestazione personale stagionale |
| 32        | Jianhua Peng            | Cina                      | 2h16'39" | +8'01"   |                                          |
| 33        | Javier Guerra           | Spagna                    | 2h16'42" | +8'04"   | Miglior prestazione personale stagionale |
| 34        | Elroy Gelant            | Sudafrica                 | 2h16'43" | +8'05"   |                                          |
| 35        | Oqbe Ruesom             | Eritrea                   | 2h16'57" | +8'19"   | Miglior prestazione personale stagionale |
| 36        | Zane Robertson          | Nuova Zelanda             | 2h17'04" | +8'26"   | Miglior prestazione personale stagionale |
| 37        | Haimro Alame            | Israele                   | 2h17'17" | +8'39"   |                                          |
| 38        | Adam Nowicki            | Polonia                   | 2h17'19" | +8'41"   |                                          |
| 39        | Olivier Irabaruta       | Burundi                   | 2h17'44" | +9'06"   | Miglior prestazione personale stagionale |
| 40        | Sondre Moen             | Norvegia                  | 2h17'59" | +9'21"   | Miglior prestazione personale stagionale |
| 41        | Abdi Abdirahman         | Stati Uniti               | 2h18'27" | +9'49"   | Miglior prestazione personale stagionale |
| 42        | Tomas Rainhold          | Namibia                   | 2h18'28" | +9'50"   |                                          |
| 43        | Derlys Ayala            | Paraguay                  | 2h18'34" | +9'56"   | Miglior prestazione personale stagionale |
| 44        | Fred Musobo             | Uganda                    | 2h18'39" | +10'01"  |                                          |
| 45        | Hassan Chahdi           | Francia                   | 2h18'40" | +10'02"  | Miglior prestazione personale stagionale |
| 46        | Ben Preisner            | Canada                    | 2h19'27" | +10'49"  | Miglior prestazione personale stagionale |
| 47        | Yassine El Fathaoui     | Italia                    | 2h19'44" | +11'06"  | Miglior prestazione personale stagionale |
| 48        | Trevor Hofbauer         | Canada                    | 2h19'57" | +11'19"  | Miglior prestazione personale stagionale |
| 49        | Jungsub Shim            | Corea del Sud             | 2h20'36" | +11'58"  |                                          |
| 50        | Hendrik Pfeiffer        | Germania                  | 2h20'43" | +12'05"  | Miglior prestazione personale stagionale |
| 51        | Filex Chemongesi        | Uganda                    | 2h20'53" | +12'15"  |                                          |
| 52        | Yavuz Agrali            | Turchia                   | 2h21'00" | +12'22"  |                                          |
| 53        | Joaquin Arbe            | Argentina                 | 2h21'15" | +12'37"  | Miglior prestazione personale stagionale |
| 54        | Chris Thompson          | Gran Bretagna             | 2h21'29" | +12'51"  |                                          |
| 55        | Byambajav Tseveenravdan | Mongolia                  | 2h21'32" | +12'54"  | Miglior prestazione personale stagionale |
| 56        | Jose Santana Marin      | Messico                   | 2h21'32" | +12'54"  | Miglior prestazione personale stagionale |
| 57        | Guojian Dong            | Cina                      | 2h21'35" | +12'57"  |                                          |
| 58        | Kevin Seaward           | Irlanda                   | 2h21'45" | +13'07"  | Miglior prestazione personale stagionale |
| 59        | Dieter Kersten          | Belgio                    | 2h22'06" | +13'28"  |                                          |
| 60        | Cristhian Pacheco       | Perù                      | 2h22'12" | +13'34"  | Miglior prestazione personale stagionale |
| 61        | Peter Herzog            | Austria                   | 2h22'15" | +13'37"  | Miglior prestazione personale stagionale |
| 62        | Shogo Nakamura          | Giappone                  | 2h22'23" | +13'45"  | Miglior prestazione personale stagionale |
| 63        | Arkadiusz Gradzielewski | Polonia                   | 2h22'50" | +14'12"  |                                          |
| 64        | Malcom Hicks            | Nuova Zelanda             | 2h23'12" | +14'34"  | Miglior prestazione personale stagionale |
| 65        | Juan Pacheco            | Messico                   | 2h23'41" | +15'03"  | Miglior prestazione personale stagionale |
| 66        | Brett Robinson          | Australia                 | 2h24'04" | +15'26"  | Miglior prestazione personale stagionale |
| 67        | Khoarahlane Seutloali   | Lesotho                   | 2h25'03" | +16'25"  | Miglior prestazione personale stagionale |
| 68        | Roman Fosti             | Estonia                   | 2h25'37" | +16'59"  |                                          |
| 69        | Paulo Paula             | Brasile                   | 2h26'08" | +17'30"  | Miglior prestazione personale stagionale |
| 70        | Thijs Nijhuis           | Danimarca                 | 2h26'59" | +18'21"  | Miglior prestazione personale stagionale |
| 71        | Paul Pollock            | Irlanda                   | 2h27'48" | +19'10"  | Miglior prestazione personale stagionale |
| 72        | Cameron Levins          | Canada                    | 2h28'43" | +20'05"  |                                          |
| 73        | Yuma Hattori            | Giappone                  | 2h30'08" | +21'30"  | Miglior prestazione personale stagionale |
| 74        | Jesus Esparza           | Messico                   | 2h31'51" | +23'13"  | Miglior prestazione personale stagionale |
| 75        | Jorge Castel Blanco     | Panama                    | 2h33'22" | +24'44"  | Miglior prestazione personale stagionale |
| 76        | Ivan Zarco Alvarez      | Honduras                  | 2h44'36" | +35'58"  | Miglior prestazione personale stagionale |
| –         | Amos Kipruto            | Kenya                     | Rit.     |          |                                          |
| –         | Bart van Nunen          | Paesi Bassi               | Rit.     |          |                                          |
| –         | Stephen Mokoka          | Sudafrica                 | Rit.     |          |                                          |
| –         | Lelisa Desisa           | Etiopia                   | Rit.     |          |                                          |
| –         | John Hakizimana         | Ruanda                    | Rit.     |          |                                          |
| –         | Khalid Choukoud         | Paesi Bassi               | Rit.     |          |                                          |
| –         | Marci Chabowski         | Polonia                   | Rit.     |          |                                          |
| –         | Ben Connor              | Gran Bretagna             | Rit.     |          |                                          |
| –         | Pheeha Mokgobo          | Sudafrica                 | Rit.     |          |                                          |
| –         | Bat-Ochiryn Ser-Od      | Mongolia                  | Rit.     |          |                                          |
| –         | Daniel Do Nascimiento   | Brasile                   | Rit.     |          |                                          |
| –         | Tadesse Abraham         | Svizzera                  | Rit.     |          |                                          |
| –         | Yassine Rachik          | Italia                    | Rit.     |          |                                          |
| –         | Callum Hawkins          | Gran Bretagna             | Rit.     |          |                                          |
| –         | Bohdan-Ivan Horodyskyy  | Ucraina                   | Rit.     |          |                                          |
| –         | Polat Arikan            | Turchia                   | Rit.     |          |                                          |
| –         | Iván González           | Colombia                  | Rit.     |          |                                          |
| –         | Sisay Lemma             | Etiopia                   | Rit.     |          |                                          |
| –         | Shumi Dechasa           | Bahrein                   | Rit.     |          |                                          |
| –         | Mykola Nyzhnyk          | Ucraina                   | Rit.     |          |                                          |
| –         | Lemawork Ketema         | Austria                   | Rit.     |          |                                          |
| –         | Stephen Scullion        | Irlanda                   | Rit.     |          |                                          |
| –         | Joohan Oh               | Corea del Sud             | Rit.     |          |                                          |
| –         | Alemu Bekele            | Bahrein                   | Rit.     |          |                                          |
| –         | Stephen Kiprotich       | Uganda                    | Rit.     |          |                                          |
| –         | Gabriel Geay            | Tanzania                  | Rit.     |          |                                          |
| –         | Daniel Da Silva         | Brasile                   | Rit.     |          |                                          |
| –         | Oleksandr Sitkovskiy    | Ucraina                   | Rit.     |          |                                          |
| –         | Shura Kitata            | Etiopia                   | Rit.     |          |                                          |
| –         | Jack Rayner             | Australia                 | Rit.     |          |                                          |